# 2004年夏季残疾人奥林匹克运动会新西兰代表团
2004年夏季残疾人奥林匹克运动会新西兰代表团是新西兰派出的2004年夏季残疾人奥林匹克运动会代表团。获得6枚金牌、1枚银牌和3枚铜牌。